# 安娜·福瑞克斯
《安娜·福瑞克斯》（Anne・Freaks），是小手川瑜亞創作的日本漫畫作品。連載於角川書店『月刊少年Ace』，從2000年9月號開始到2002年10月號完結。單行本由角川發行，全4集。未代理中文版。

## 故事概述
殺死母親並企圖掩埋屍體的少年——北川由利，家人被殺自己也成為了殺人者的少年——前園三葉，出現在兩人面前的是對於殺人毫不遲疑的少女安娜，為了達成安娜殺害父親以及毀滅革青社這兩個目的，遠離日常人生活的三人開始一起行動……

## 用語

### 革青社
恐怖組織。原本只是普通的宗教崇拜組織，後來因内部抗争，組織内發生大量殺人事件，一下子被社會所畏懼。組織的一部分成員隱藏在暗處以羽田機場恐怖活動為開端，反覆進行了數十次無差別的恐怖事件，被害者超過100人。

## 主要人物
藤堂 安娜（とうどう あんな）
出現在由利和三葉面前的謎之少女。殺人毫不遲疑、被萌形容是「怪物」般「對殺人樂在其中」。目的是毀滅革青社、並且殺死父親。為此與夥伴由利及三葉一起行動・・・・・・・・
北川 由利（きたがわ ゆり）
殺害母親的少年。毎日不斷學習各式各樣的才藝、在學校擔任學生會書記。個性穩重、迷戀安娜。母親死後仍不斷見到母親的幻覺而相當困擾。
前園 三葉（まえぞの みつば）
父親和姊姊被組織所殺害、為了報仇自己也成為了殺人犯。就讀京都的高中。直腸子的個性總讓他在思考前先出手。開始共同生活後每天晚上都不出聲偷偷的哭泣。
西釜（にしかま）
警視廳公安三課的女刑警，職等是警視正。擔任革青社對策本部長。要求少年課協助保護安娜等三人。個性冷靜、為了毀滅組織可以不擇手段。
生野 郁子（しょうの いくこ）
警視廳少年一課的女刑警。有個當警察的丈夫和十歲的兒子。正義感非常強。希望可以拯救安娜等三人、經常在捜査方針上和西釜發生衝突。
萌（もえ）
原·革青社的成員。10年前、藉著組織内發生大量殺人事件時帶著安娜逃亡。被薄波組的二代頭目·高波所藏匿、成為薄波組的專屬醫師。
國田（くにた）
原·革青社的成員。10年前因為妻子與孩子在組織主導的羽田機場恐怖活動中死亡，因而厭煩了犯罪行為而退社、現在作為牧師遊走在社會的灰色地帶。與安娜一樣目標是毀滅革青社。

## 單行本
- Anne・Freaks 1 ISBN 4-04-713388-4
- Anne・Freaks 2 ISBN 4-04-713447-3
- Anne・Freaks 3 ISBN 4-04-713484-8
- Anne・Freaks 4 ISBN 4-04-713513-5